# La Serreta (Soriguera)
La Serreta és una serra situada al municipi de Soriguera a la comarca del Pallars Sobirà, amb una elevació màxima de 900 metres.